# 엇팰 더트

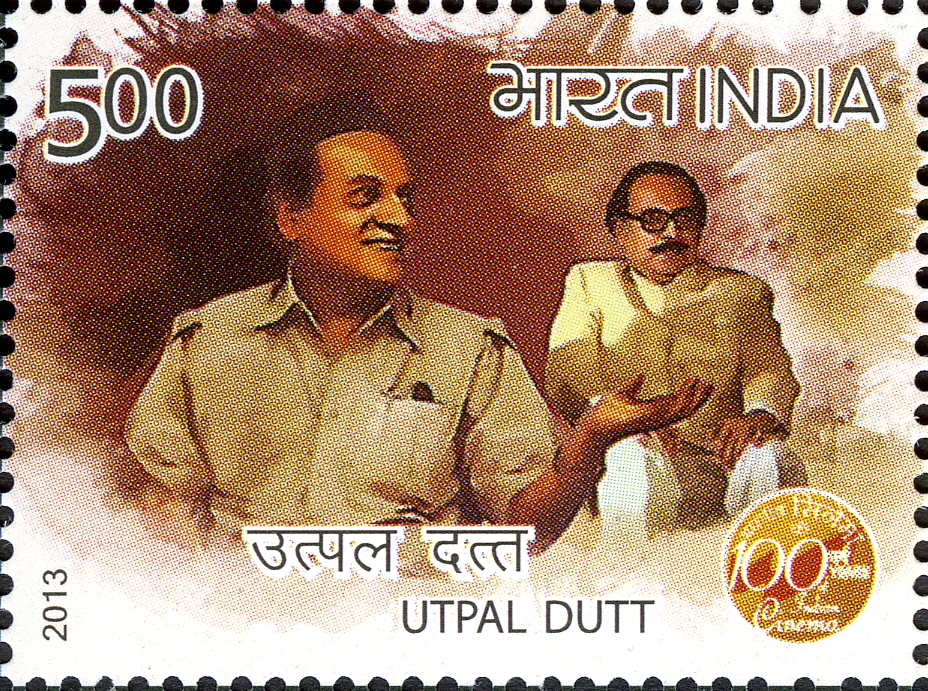

엇팰 더트(Utpal Dutt, 1929년 3월 29일 ~ 1993년 8월 19일)는 인도의 영화 감독, 배우, 작가이다.
바리살에서 태어났으며 콜카타에서 사망하였다.

## 영화
- 애건턱 (1991년)
- 벵골의 밤 (1988년)
- 사아힐 (1984년)
- 중개인 (1976년)
- 추론, 토론 그리고 이야기 (1974년)
- 봄베이 토키 (1970년)
- 미스터 숌 (1969년)
- 셰익스피어 왈라 (1965년) - 마하라자 역